# 沖縄県の鉄道

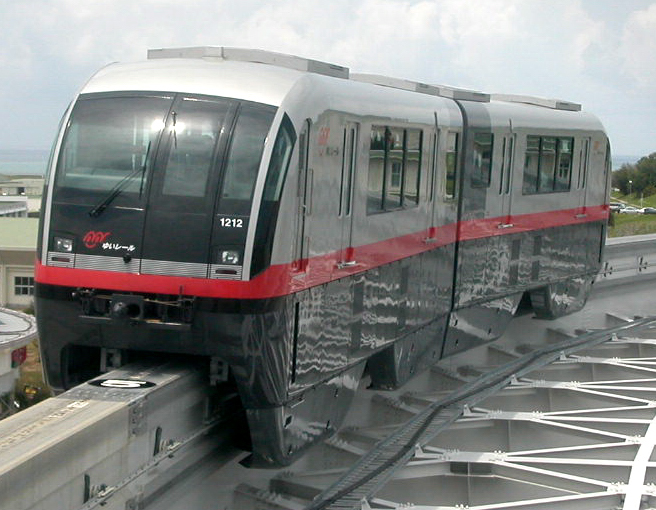
沖縄県で現存する唯一の鉄軌道、沖縄都市モノレール線（ゆいレール）

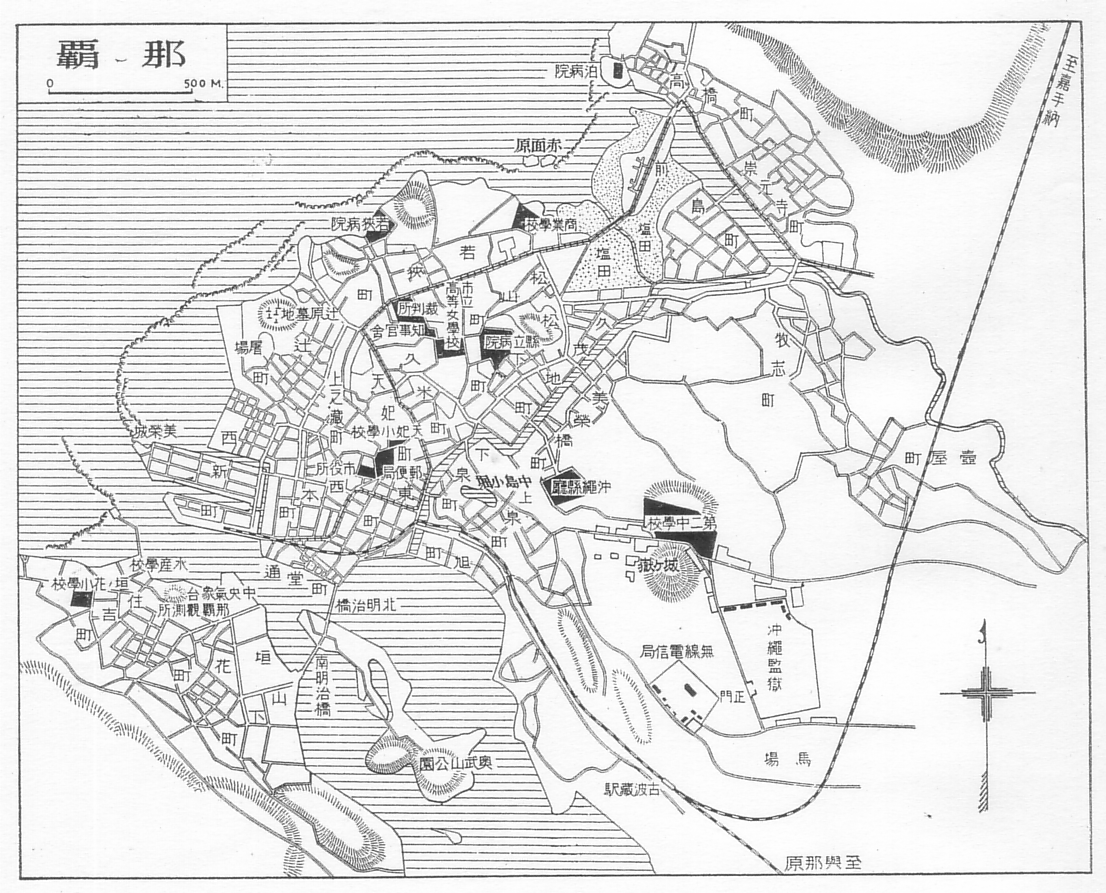
路面電車や軽便鉄道があった1930年頃の那覇市の地図

沖縄県の鉄道（おきなわけんのてつどう）では、沖縄県で現在運行されている、あるいは過去に運行されていた鉄道・軌道路線などについて記述する。

## 概要
沖縄県における現在の軌道系公共交通機関は、2003年に開業した沖縄都市モノレール線（ゆいレール）が唯一の存在であるが、戦前の沖縄本島には、軽便鉄道や路面電車・馬車鉄道が存在していた。また、サトウキビ運搬などを目的とした産業用鉄道も南大東島をはじめとして各地に存在した。
なお、沖縄県は日本で唯一、国鉄線やJR線が過去も含めて全く通っていない都道府県である（国鉄に関しては自動車線の県内営業歴もない）。ただし、2017年までは九州旅客鉄道（JR九州）が那覇市に沖縄支店を設けていた。

## 歴史

### 明治時代
沖縄県内で初めて鉄道のレールが敷かれたのは南大東島で、1902年（明治35年）に手押しトロッコ鉄道が完成している。また、1910年（明治43年）には沖縄本島でもサトウキビ運搬用の鉄道が導入されている。
運輸営業用の本格的な鉄道路線は、1894年（明治27年）から県外の資本家などが沖縄本島内での起業を相次いで出願しているが、そのほとんどは却下されたり、あるいは資金力が伴わずに計画倒れに終わっている。

### 大正時代

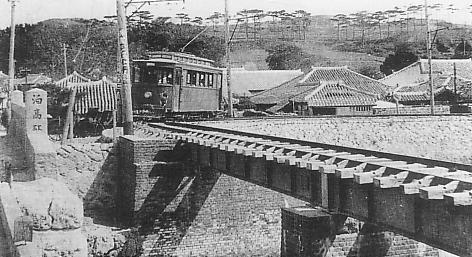
泊高矼付近（沖縄電気）

民間による鉄道計画は明治中期から幾度となく計画されては挫折を繰り返していたが、1910年（明治43年）3月に沖縄電気軌道（後の沖縄電気）が特許を受けた軌道敷設計画は唯一実現する運びとなり、1914年（大正3年）5月に運輸営業を行う鉄道としては沖縄初となる路面電車が大門前 - 首里間に開業した。続いて半年後の11月には、東海岸側の西原にあったサトウキビ運搬鉄道を拡張する形で沖縄人車軌道（後の沖縄馬車軌道）の与那原 - 小那覇間が開業した。
一方、明治時代の民間による鉄道計画の大半が挫折したことから、県営による鉄道敷設の気運も高まり、沖縄人車軌道の開業から1か月後の12月には沖縄県営鉄道が那覇 - 与那原間を結ぶ軽便鉄道を開業させた。なお、1922年（大正11年）に成立した改正鉄道敷設法別表には、同法が廃止された1987年に至るまで沖縄県の路線の記載はなかった。
大正末期には県営の軽便鉄道が那覇を中心に嘉手納、与那原、糸満を結ぶ3路線を完成させ、沖縄電気も路線を延伸。さらに那覇と糸満を結ぶ糸満馬車軌道が新たに開業し、沖縄本島の鉄道は最盛期を迎えた。

### 昭和時代（戦前）

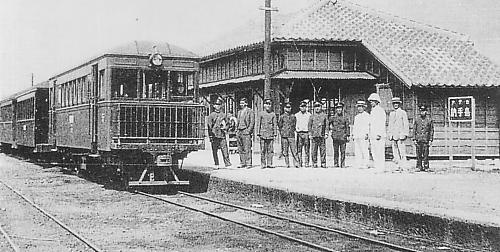
嘉手納駅（沖縄県営鉄道嘉手納線）

昭和時代に入ると、沖縄本島では道路の整備に伴い自動車交通が発達し、鉄道はバスとの競争に晒される。県営鉄道は気動車（ガソリンカー）を投入するなどして対抗するが、沖縄電気の路面電車と糸満馬車軌道は利用者の減少で廃止に追い込まれた。この結果、沖縄本島内の鉄道は沖縄県営鉄道と沖縄軌道（旧・沖縄馬車軌道）だけとなるが、両者とも太平洋戦争末期の沖縄戦の直前である1944年（昭和19年） - 1945年（昭和20年）に運行を停止し、鉄道の施設はミスによる引火事故（沖縄県営鉄道輸送弾薬爆発事故を参照）や、沖縄戦での空襲・地上戦によって破壊された。

### アメリカ軍政時代

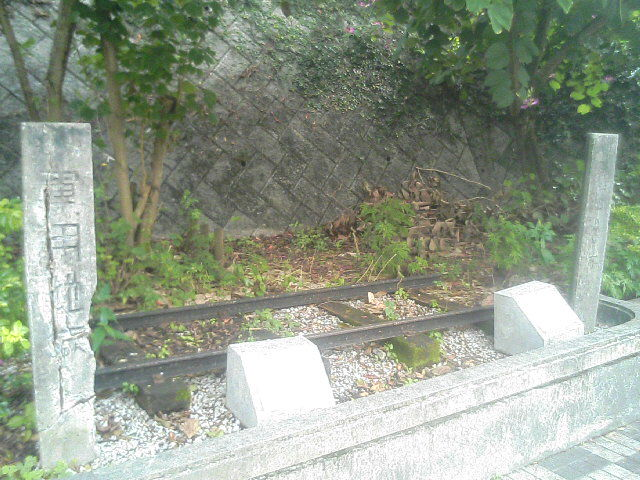
浦添市にある沖縄県営鉄道嘉手納線の線路

終戦間もない1947年11月24日、沖縄民政府（後の琉球政府）知事の志喜屋孝信が米国軍政府（後の米国民政府）副長官のウィリアム・H・クレイグに対して戦争で荒廃した鉄道の復旧について陳情した。軍政府側も当初は鉄道の復旧を志向していたが、1948年以降には道路整備の推進に方針転換したため実現しなかった。このため、アメリカ統治下の沖縄では道路の整備が進んだ一方で、鉄道敷地はこの道路整備や米軍基地の建設により分断された。また残ったレールも鉄不足のために回収され、沖縄県営鉄道と沖縄軌道は復旧されることなく消滅した。各地に設置された産業用鉄道も同じような末路を辿ったが、南大東島のサトウキビ運搬鉄道は唯一復旧し、1983年（昭和58年）まで使用されていた。

### 本土復帰後
沖縄県が日本へ復帰した1972年（昭和47年）ごろから那覇市を中心とした地域に軌道系公共交通機関を導入する構想が持ち上がる。
1975年（昭和50年） - 1976年（昭和51年）に開催された沖縄国際海洋博覧会（沖縄海洋博）では、会場内の交通機関として新交通システムが導入され、沖縄国際海洋博覧会協会が期間限定ながら軌道法に基づき旅客運送を行っていた。
前出の那覇市を中心とした地域の軌道系公共交通機関の構想は紆余曲折の末に実現し、2003年（平成15年）8月に運輸営業用の本格的な鉄道としては戦後初となる沖縄都市モノレール（ゆいレール）として那覇市内の那覇空港駅 - 首里駅間で開業した。
2005年（平成17年）12月、政府は普天間飛行場のキャンプ・シュワブ沿岸部（辺野古）への移設にあわせ、沖縄本島北部の新振興策を策定する方針を固め、那覇市 - 名護市間を1時間程度で結ぶ本格的な鉄道（沖縄鉄軌道）が構想された。
2019年（令和元年）10月1日、ゆいレールの首里駅 - てだこ浦西駅間が延伸開業。浦添市内にも沖縄県営鉄道以来、約75年ぶりに鉄道が復活した。

## 過去に存在した鉄道

### 沖縄県営鉄道
1914年（大正3年）12月に与那原線の那覇 - 与那原間が開業。その後、大正末期までに嘉手納へ向かう嘉手納線や糸満に延びる糸満線も開業した。太平洋戦争末期の1945年（昭和20年）3月には運行を停止し、戦後は復旧することなくそのまま消滅した。

### 沖縄電気軌道 - 沖縄電気
京都の才賀電気商会を経営していた才賀藤吉が1909年（明治42年）に沖縄電気を創立、続く1911年（明治44年）には沖縄電気軌道を設立して那覇と首里を結ぶ路面電車を計画し、1914年（大正3年）5月に大門前 - 首里間、1917年（大正6年）9月に大門前 - 通堂間が開業した。しかしバスの台頭によって輸送人員が減少したことから1933年（昭和8年）3月に休止となり、同年8月に正式に廃止された。

### 沖縄人車軌道 - 沖縄馬車軌道 - 沖縄軌道
もともとは西原にあった製糖工場にサトウキビを運搬するためのトロッコとして計画されたが、製糖期を除くと使い道がなかったため、旅客運送を主目的とした軌道会社を別に設立したもの。1914年（大正3年）11月に与那原 - 小那覇間が開業し、1916年（大正5年）12月までに与那原 - 泡瀬間全線が開業したが、戦争が激しくなった1944年（昭和19年）の中頃には客車運行を停止したと見られ、戦後は復活することなく消滅した。

### 糸満馬車軌道
那覇市と糸満市を直線的に結んでいた馬車鉄道で、1919年（大正8年）6月に垣花 - 地覇間が開業、1920年（大正9年）5月までに全線が開業した。その後バスの台頭で競争力を失い、1935年（昭和10年）10月に運行を休止。1939年（昭和14年）11月には正式に廃止された。

### 沖縄海洋博で会場内を運行した新交通システム
1975年（昭和50年）7月20日 - 1976年（昭和51年）1月18日に本部町で開催された沖縄国際海洋博覧会で、神戸製鋼所が開発した「KRT」 (Kobe personal Rapid Transit) と通商産業省が中心となり開発した「CVS」 (Computer-controlled Vehicle System) が会場内の交通機関として導入された。財団法人沖縄国際海洋博覧会協会が軌道法に基づき期間限定の旅客運送を行っていたもので、厳密に言えばこれが戦後初めて沖縄で鉄道法規が適用された鉄道路線であり、日本初の新交通システム営業路線でもある。
KRT線（Expoニューシティカー）
南北のゲートを結ぶ幹線輸送施設として建設。
- 路線概要
  - 区間：北ゲート駅-国際広場駅-南ゲート駅
  - 距離：3.7km（路線距離1.4km・1周距離3.2km）
  - 所要時間： 4-5分

- 車両
  - 車両寸法：幅2,032mm・高さ2,667mm・長さ4,274mm
  - 定員：23名（座席8席・立席15人・満員乗車時30人）
  - 駆動方式：55kW直流モーター
  - 最高時速：48km
  - 車両数：16台
  - 最大運行車数：15台

- 利用客数：約400万人
- 輸送能力：毎時往復5,500人

CVS線（Expo未来カー）
- 路線概要
  - 区間 : 協会本部前ストップ→CVSセンターストップ→水族館前ストップ→エキスポランドストップ→くろしお通りストップ→協会本部前ストップ
    - この他協会本部前-CVSセンター間に業務専用ストップが配置され、有人での特別展示走行用にデュアルモード車両専用の出入り路も設けられた。

  - 距離 : 1.6km（環状線）

- 車両
  - 車両寸法：幅1.75m・高さ2m・長さ4.72m
  - 駆動方式：16kW直流モーター
  - 最高時速：27km
  - 巡航時速：18km
  - 車両数：16台
    - シングルタイプ車両（6人乗り）：13台
    - デュアルモード車両（5人乗り 一般道での電池走行可）：3台

- 利用客数：約80万人

### 玉置商会 - 東洋製糖 - 大日本製糖 - 大東糖業
産業用の鉄道を含めると、沖縄県内で初めて鉄道のレールが敷設されたのが南大東島である。現在では南大東島砂糖鉄道や南大東島のシュガートレインなどと呼ばれている。島内を環状する線路と港などを連絡する線路で構成され、軌道延長は約30kmに及んだ。サトウキビのほか旅客も便乗扱いで運んでいた。
南大東島は明治中期まで無人島であったが、1900年（明治33年）に玉置商会が同島の事業権を得て開拓が始まり、1902年（明治35年）には製糖の始まりとともにトロッコ用鉄道が完成している。同島の事業権は1917年（大正6年）に東洋製糖に譲渡され、このとき762mm軌間に改軌して本格的なサトウキビ運搬鉄道となった。なお、東洋製糖は1927年（昭和2年）に大日本製糖と合併している。
南大東島は、太平洋戦争で米軍の空襲や艦砲射撃に晒されて鉄道も破壊されたが、戦後は1950年（昭和25年）に発足した大東糖業が鉄道を復旧し、再び鉄道によるサトウキビ輸送が行われるようになった。しかし、1983年（昭和58年）春の製糖期を最後に鉄道の使用を中止し、1984年（昭和59年）からはトラック輸送に切り替えられている。
車両は762mm改軌時に蒸気機関車を導入し、戦後は1956年（昭和31年）にディーゼル機関車を導入している。現在、南大東島には蒸気機関車とディーゼル機関車、客車、貨車が保存されており、沖縄本島でも那覇市壺川東公園（沖縄県営鉄道与那原線那覇 - 古波蔵間の線路跡付近を再開発した地点）にディーゼル機関車が保存されている。
島外から最初に訪乗したのは、元判事で市民オンブスマン・作家の石田穣一である。

### その他
戦前には南大東島以外にも産業用鉄道が各地に多数存在したが、いずれも太平洋戦争末期までに消滅したと見られる。
沖縄本島では現在の西原町、嘉手納町、糸満市を中心とした地域にサトウキビ運搬鉄道が敷設され、このうち西原町のものは後の沖縄軌道の原型となっている。先島諸島では石垣島と宮古島にサトウキビ運搬鉄道があり、西表島の炭坑にもトロッコがあった。また、大東諸島では前述の南大東島のほか北大東島と沖大東島にリン鉱石運搬用のトロッコが存在した。
また、遊覧鉄道が、メキシコ公園サラバンダ、与那原テック、豊見城城址公園に存在した。

## 構想のみで実現しなかった路線

### 沖縄鉄道
日本鉄道に関与した大久保利和などが1894年（明治27年）、沖縄鉄道として那覇 - 首里 - 与那原間の鉄道敷設を出願した。これが沖縄県内で初の運輸営業鉄道の計画と思われる。1895年（明治28年）には建設区間を那覇 - 首里 - 与那原 - 佐敷間に拡大して再出願するが、1898年（明治31年）に却下された。

### 沖縄電気鉄道
大久保利和などは上記の沖縄鉄道とは別に、那覇 - 首里間の電気鉄道敷設も1896年（明治29年）に出願し、1897年（明治30年）12月に許可された。しかし資金難で着工できず、1900年（明治33年）9月に事業廃止を届け出ている。

### 沖縄起業
1906年（明治39年）に那覇 - 首里間の電気鉄道敷設を出願。続いて首里 - 与那原間や那覇 - 北谷間も出願し、1907年（明治40年）に許可された。しかし資金不足のため、特許が失効した。

### 国頭馬車軌道
名護 - 仲尾次間5.6kmを結ぶ馬車鉄道の計画。1918年（大正7年）3月に軌道敷設が出願され、1920年（大正9年）1月に特許されたが、資金不足のため、1921年（大正10年）4月に特許が失効した。

## 現在の鉄道

### 沖縄都市モノレール
鉄道交通を失った戦後は道路整備が推進されたが、1970年代に入って経済活動が活発になると道路渋滞が目立つようになり、その対策として那覇市内に沖縄都市モノレールが運営する軌道法準拠の沖縄都市モノレール線（ゆいレール）が2003年（平成15年）8月に開業した。2019年（令和元年）10月には浦添市内まで延伸された。

### その他の鉄道
鉄道事業法による許可や軌道法による特許を受けたものではないが、ネオパークオキナワ、沖縄こどもの国、美浜タウンリゾート・アメリカンビレッジには遊覧鉄道が設置されているほか、ナゴパイナップルパーク、古宇利島オーシャンタワー、宮古島熱帯果樹園「まいぱり」には電磁誘導式カートがある（2021年3月31日から、北谷トランジットセンターを拠点にして北谷町内で実装実験開始）。
2015年（平成27年）10月27日、宮古島市のシギラリゾートに南西楽園リゾートが運営する全長283メートルのペアリフト「ザ シギラリフト オーシャンスカイ」が運行開始した（正式オープンは翌2016年4月1日）。沖縄県初の鉄道事業法に準拠する索道で、前節の沖縄都市モノレールより西側・南側にあり、鉄道事業法準拠の輸送機関としては日本最西端・最南端となる。

## 将来
- 2006年、那覇 - 名護間に鉄道を建設する構想（沖縄鉄軌道）が明らかになった。国が一部負担することになっているが[11]事業主体は2023年現在決定していない（第三セクターによる運営が有力視されている）。
- 沖縄市と国際通りに、LRT方式もしくは2005年（平成17年）に開催された愛・地球博で運行された交通システム方式 (IMTS) による路面電車敷設の計画があり、前述の鉄道と連携・乗り入れする構想がある。
- 豊見城市は赤嶺駅 - 瀬長島 - 豊崎にZipparの導入を検討、2026年（令和8年）以降をめどにした完成を目指している[12]。
- 南大東村は、観光客の増加を図ることを目的に、シュガートレインの復活を2013年時点で計画していたが[13]、その後2015年に観光鉄道化を断念し遊具としての運営検討に切り替えられた[14]。